# レントヘッド
レントヘッド（RENT-head、また RentHead、renthead  とも、英語本来の発音は「レンネッド」に近い）とは、ミュージカル『RENT』にはまった熱狂的なファンを指す語である。

## 語源
レントヘッドの由来には諸説あるが、1960年代のアメリカの伝説的ロックバンド、グレイトフル・デッドに取り憑かれた熱狂的なファンのことを「デッドヘッド (DeadHead)」をもじったというものが最も普及している。

## 歴史
RENT がブロードウェイで開幕した1996年当初、これが上演されていたネダーランダー劇場では、通常100ドル近い最前列の二列を特別に20ドル (約2100円) の当日券に設定して開演の二時間前に売り出していた。これはレントの原作者で作詞・作曲を一人でこなしながらプレビュー公演初日の早暁に急逝したジョナサン・ラーソンが、生前「お金に余裕がない学生やブロードウェイにあまり縁がない若い人たちにも楽しんでもらいたい」と願っていた意志を継いだものである。
この34枚の最前列特別当日券を目当てにした徹夜組や連泊組の若者で、マンハッタン41丁目通りのネダーランダー劇場の周辺は開演当初キャンプ場さながらの様相を呈していた。そのなかには繰り返しこのミュージカルを観るために列に並ぶ者も多く、いつしかラーソンの「神話」や「伝説」を信奉するこの若者たちの間には強い連帯感が生まれていった。これがレントヘッドの元祖である。
当初はカルトカルチャー的だったレントヘッドは、この頃から普及してきたインターネットに乗って一気に全米に広がり、一年も経つ頃には「レントヘッド」＝「RENT にはまっているファン」という新語がすっかり定着した。1997年夏には警備上の問題からネダーランダー劇場の特別当日券は抽選制に代わったため、本来のレントヘッドたちは41丁目通りから姿を消すことになったが、彼らを祖とする次世代・次々世代のレントヘッドたちがやがて大きな支持母体となって、RENT を12年以上に渡るロングラン公演へと導く原動力となったのである。